# Вяземка (Іжморський округ)
Вя́земка (рос. Вяземка) — присілок у складі Іжморського округу Кемеровської області, Росія.

## Населення
Населення — 15 осіб (2010; 12 у 2002).
Національний склад (станом на 2002 рік):
- росіяни — 92 %